# Adrian Ropotan
Adrian Ropotan (Galaţi, 1986) es un futbolista profesional rumano que actualmente juega en el Gabala FC, club al que llegó procedente del Volga Nizhni Nóvgorod tras finalizar su contrato. Es internacional absoluto con la selección de Rumania.

## Selección nacional
Ha sido internacional con la Selección de fútbol de Rumania, ha jugado 5 partidos internacionales.

## Clubes
| Club                  | País       | Año           |
| --------------------- | ---------- | ------------- |
| Dinamo Bucarest       | Rumania    | 2005-2008     |
| FC Dinamo Moscú       | Rusia      | 2008-2011     |
| FC Tom Tomsk          | Rusia      | 2011          |
| FC Dinamo Moscú       | Rusia      | 2011-2012     |
| Volga Nizhni Nóvgorod | Rusia      | 2012-2014     |
| Gabala FC             | Azerbaiyán | 2014-presente |